# Ведизм
Веди́зм, ведаї́зм або веди́чна релігія — релігійні уявлення стародавніх індійців; вірування й обрядовість значної частини населення Індії, що склалися в 2 — на поч. 1 тисячоріччя до н.е. й отримали письмове оформлення в збірниках священних текстів — Ведах. Політеїстична релігійна система (з елементами монотеїстичної віри), яка передувала брахманізму і фактично перша стадія формування індуїзму. Їй характерні обожнювання сил природи, згодом — суспільних сил, культ предків.
Також це принцип східного світорозуміння, за яким визнається священність і авторитетність Вед як джерела абсолютної істини в осмисленні Всесвіту, місця в ньому людини, характеру і форми її стосунків із надприродними істотами.

## Історія
Свою назву ведизм отримав від слова «Веди». Базою для розвитку ведизму послужили вірування праіндоєвропейців. Імовірно, ведизм виник у середовищі індоарійських племен (регіон Східного Пенджабу) і принесений останніми на територію індійського субконтиненту на рубежі II—I тисячоліття до н. е., ввібравши в себе залишки релігії дравідів. Ведизм поступово перейшов у брахманізм; жерці стали домінуючим класом, що спричинило за собою трансформацію ідеології.

## Опис
Характерна риса ведизму — обожнювання сил природи, часто в міфологічних образах, а також генотеїзм. Велике значення мають магічні обряди. Була добре розвинена ритуалістика, існували різні типи жерців.
Найбільш шанованими богами ведійського пантеону були Варуна, Індра, Аґні і Сома. Об'єктивне вивчення ведизму в чистому вигляді практично неможливе. Єдиним документом для вивчення ведійської релігії є ранні частини Вед. Чіткої ієрархії богів також не існує.
- Аґні — бог вогню, що доставляв жертву небесним богам. У силу важливості для ритуалів, займав центральне місце в ведійських гімнах. Вогненні жертвопринесення (Хома, аґні-хотра та ін.) відігравали ключову роль у ведійської релігії.
- Індра — бог-воїн. Важливе місце в Ріґведі займає мотив космічного подвигу Індри — вбивства змія Врітри, «що скував води».
- Вішну — помічник Індри, який зробив «три кроки», що зміцнили світобудову. (Бгаґавата-пурана (Шрімад-Бгаґаватам) інакше представляє історію про три кроки Вамани (втілення Вішну))
- Пуруша — гігантський першочоловік. Пуруша був принесений в жертву богами давнини (садг'ями), а з частин його тіла було створено Всесвіт (див. Пуруша-сукта). Тому основа ведійського культу — жертвопринесення, що супроводжувалися складним ритуалом, який виконувався брахманами.
- Варуна — бог нижнього світу і правосуддя, караючий за гріхи.
- Мітра — брат Варуни, сонячний бог договору та дружелюбності.
- Сома — божество, рівне Аґні. Бог-напій, приготований з соку рослини. Подібний п'янкий напій возливають у вогонь в ході жертвопринесення.
- Яма (дева) — сонячний бог смерті. Перший померлий чоловік, що проклав шлях у царство мертвих і став його царем. Мешкає в оселі зі світла, куди після смерті потрапляють праведники і самі стають богами[7]. Як наслідок, у ведизмі значне поширення отримав культ предків, пітарів.

## Концепція Кейпера
Одну з оригінальних концепцій розуміння ведійської релігії запропонував голландський індолог Ф. Б. Я. Кейпер. На його думку, основну частину Рігведи складають гімни, що виконувалися під час ритуалів зустрічі Нового року. Саме тому, як вважає Кейпер, у Рігведі так часто згадується сюжет про перемогу Індри над Врітрою. Цей міф він вважає космогонічними і тому задаючим всю структуру ведійської релігії. Трактується їм цей міф наступним чином. На початку не було нічого, крім первинних вод хаосу, по яких плавав пагорб, що містить у собі весь всесвіт в потенційному, ще недиференційованому стані. Основною властивістю цього пагорба була інертність, тому він і називався Врітра («опір»). Індра, будучи деміургом, своїм космогонічними актом подолав цей опір, і пронизав первинний пагорб наскрізь, зробивши його нерухомим і позначивши таким чином Центр. З розколотого пагорба виривається життя у вигляді двох сил — води і вогню, а сам пагорб розростається і стає землею. Друга частина космогонічного діяння Індри полягає в тому, що він роз'єднав небо і землю, виступивши в ролі космічного стовпа або Світового древа. Старі боги, асури, залишаються в підземному світі, в якому зберігаються води хаосу. У верхньому, небесному світі їм на зміну приходять молоді боги — деви. Таким чином, творіння світу полягає в поділі первинного хаосу на протилежності, бінарні опозиції.
Важливе місце Кьойпер приділяв образу Вішну, помічника Індри. На його думку, Вішну зберігав центральне положення між девами і асурами. Зробивши свої знамениті три кроки, він зміцнив створені Індрою два світи. Особливе місце займає третій крок Вішну, що відноситься до верхнього, недосяжного світу. Цим кроком він подолав подвійність Всесвіту, повернувши в неї єдність, але вже не у вигляді хаосу, а на якісно новому рівні трансцендентности.
Кожен Новий рік є ритуальним відображенням і спогадом космогонічного міфу, тому його обряди націлені на те, щоб допомогти Всесвіту оновитися, щоб знищити старий захирілий світ, повернутися до первинного хаосу, а потім створити світ заново. Щоб «допомогти» Індрі подолати опір хаосу, в Новий рік проводилися змагання колісниць і словесні поєдинки. Самого Індру символізував що встановлювався на час свята стовп.